# (25) Phocaea
(25) Phocaea – planetoida z pasa głównego planetoid.

## Odkrycie i nazwa
Planetoida została odkryta 6 kwietnia 1853 roku przez Jeana Chacornaca w Marsylii.
Nazwa pochodzi od nadmorskiego miasta Jonia, która posiadał swoje kolonie we Włoszech, Hiszpanii i Francji.
Nazwa planetoidy pochodzi od Fokai, starożytnego miasta jońskiego (kultura grecka), leżącego na zachodnim wybrzeżu Anatolii (w Azji Mniejszej, obecnie Foça w Turcji). Oblężona przez tyrana Haspagesa grupa mieszkańców Fokai około 600 p.n.e. zbudowała Massalię (Marsylię), czasami nazywaną Phocaica.

## Orbita
Planetoid okrąża Słońce w ciągu 3 lat i około 263 dni w średniej odległości 2,40 j.a.